# Wes Hoolahan
Wesley Hoolahan (Dublin, 1982. május 20.) ír válogatott labdarúgó.

## Sikerei, díjai
- Shelbourne
  - Ír bajnok: 2002, 2003, 2004
- Norwich City
  - Angol harmadosztály: 2009–10